# Niekrasy
Niekrasy (niem. Niekrassen, 1938–1945 Krassau) – wieś w Polsce położona w województwie warmińsko-mazurskim, w powiecie ełckim, w gminie Ełk.
W latach 1975–1998 miejscowość administracyjnie należała do województwa suwalskiego.